# Жорж Лех
Жорж Лех (фр. Georges Lech, нар. 2 червня 1954, Монтіньї-ан-Гоель) — французький футболіст, що грав на позиції нападника.
Виступав, зокрема, за клуби «Ланс» та «Сошо», а також національну збірну Франції.

## Клубна кар'єра
У дорослому футболі дебютував 1962 року виступами за команду «Ланс», у якій провів шість сезонів, взявши участь у 187 матчах чемпіонату. Більшість часу, проведеного у складі «Ланса», був основним гравцем атакувальної ланки команди. У складі «Ланса» був одним з головних бомбардирів команди, маючи середню результативність на рівні 0,38 гола за гру першості.
Своєю грою за цю команду привернув увагу представників тренерського штабу клубу «Сошо», до складу якого приєднався 1968 року. Відіграв за команду із Сошо наступні чотири сезони своєї ігрової кар'єри. Граючи у складі «Сошо» також здебільшого виходив на поле в основному складі команди. В новому клубі був серед найкращих голеодорів, відзначаючись забитим голом в середньому щонайменше у кожній третій грі чемпіонату.
Завершив ігрову кар'єру у команді «Реймс», за яку виступав протягом 1972—1976 років.

## Виступи за збірну
У 1963 році дебютував в офіційних матчах у складі національної збірної Франції.
Загалом протягом кар'єри в національній команді, яка тривала 11 років, провів у її формі 35 матчів, забивши 7 голів.